# Ex Works
Il termine Ex Works (in italiano: franco fabbrica e indicante l'ubicazione della fabbrica), abbreviato EXW, è una delle clausole contrattuali in uso nelle compravendite internazionali, quelle codificate nell'Incoterms e che servono a statuire i diritti e i doveri di ognuna delle parti in causa, definendo anche la suddivisione dei costi di trasporto, assicurativi e doganali tra venditore e acquirente.

## Incoterms 2020
Dal sito ICC italiano, si legge che "il venditore effettua la consegna mettendo la merce a disposizione del compratore nei propri locali o in altro luogo convenuto (stabilimento, fabbrica, magazzino, ecc.). Il venditore non ha l’obbligo di caricare la merce sul veicolo di prelevamento, né di sdoganarla all’esportazione, nel caso in cui tale sdoganamento sia previsto. [...]"
L'ICC raccomanda l'uso di questo termine solo nelle compravendite nazionali.
Dopo la sigla EXW, si inserisce il place of delivery preciso e "as per Incoterms 2020".
Il termine EXW, laddove pattuito e messo per iscritto sul contratto internazionale (o anche comune) di compravendita poi firmato, comporta il livello minimo di obbligazioni per il venditore (è l'unico caso su 11): egli, alla data convenuta o entro il periodo di tempo pattuito, deve limitarsi a mettere a disposizione la merce come richiesto (e.g. impacchettata/imballata come richiesto a meno che sia sfusa/unpackaged), nella quantità richiesta (non un prodotto di più, non un prodotto di meno) e senza che presenti danni o ci sia merce errata (e.g. vendere sale al posto dello zucchero; le Incoterms in realtà non si occupano di descrivere la merce o la sua quantità, ma il venditore comunque deve accertarsi di non spedire merce errata: nella realtà non basta, secondo ciò che effettivamente richiede il termine EXW, limitarsi a imballare a proprie spese e presentare la merce come richiesto nel suo stabilimento). In più, deve produrre e consegnare la fattura commerciale.
Tutti gli obblighi e rischi sono in capo al compratore, che deve ritirare la merce imballata recandosi nel punto prestabilito, e.g. un magazzino (warehouse) o impianto di produzione (factory) del venditore (può anche rivolgersi a terze parti). In più, anche il caricamento merce (loading) su mezzo di trasporto è un compito messo qui a capo al compratore insieme ai relativi costi di caricamento merce e al rischio di caricamento merce (è l'unico caso su 11). Quindi, tutti i rischi e costi che sorgono durante tutto il trasporto (inclusi i dazi e tariffe di export e import se la transazione è internazionale) sono a carico del compratore.
Il venditore deve fornire al compratore ogni informazione circa il pericolo di trasporto della merce (e.g. se la merce è fragile, deperibile o pericolosa: si pensi, ad esempio, all'alcol etilico, al gas, alla benzina, all'acido e alle sostanze radioattive, tutte merci che hanno bisogno di requisiti di sicurezza) e la necessità o meno di stipulare un'assicurazione contro i danni da smarrimento o perimento della merce. Se il compratore assicura la merce e ha bisogno di informazioni, il venditore deve fornirgliele. Lo stesso avviene se ha bisogno di informazioni per produrre la documentazione per l'import se la transazione è internazionale. Se l'ottenimento da parte del venditore di queste informazioni comporta dei costi, essi vanno rimborsati dal compratore. Infine, il venditore deve fornire al compratore ogni informazione necessaria per il ritiro, se c'è qualche informazione molto particolare oltre al luogo,data/finestra temporale e imballaggio pattuiti.
Il rischio del venditore passa al compratore nel momento in cui il venditore mette a disposizione la merce pattuita (il passaggio di rischi si chiama "delivery"). Tuttavia, non essendo un termine del gruppo C, il compratore non ha l'obbligo di ritirare fisicamente la merce in caso di ripensamento all'ultimo minuto, tale per cui il venditore non conclude l'affare e subisce una perdita, siccome il costo di produzione non viene coperto. Il ripensamento non avviene all'ultimo minuto se, per contratto, si dà un termine di preavviso (e.g., entro 15 giorni dalla data di ritiro stabilita sul contratto) tale per cui, per esempio, il venditore può trovare un altro cliente prima che il macchinario nuovo di zecca si deprezzi. In alternativa, le parti possono pattuire un prezzo da pagare in caso il compratore non si presenta a ritirare la merce prodotta e preparata. Siccome non c'è obbligo di ritiro fisico della merce, prevedere il trasferimento rischi nel momento in cui il compratore viene a ritirare la merce non ha senso: potrebbe decidere di non venire, quindi i compiti e responsabilità del venditore si esauriscono già mettendo a disposizione la merce pattuita impacchettata come pattuito (a meno che è merce sfusa).
Se il prodotto deve attraversare il confine nazionale, il venditore deve produrre le licenze e la documentazione necessari se obbligato (e.g., certificati di condizioni sanitarie della carne) in quanto dovrà consegnarla ai vettori/spedizionieri e verrà richiesta da esibire ai doganieri (in tal caso, sarà il venditore o chi ha assoldato a mostrarle, quindi tutte le "export formalities" sono a carico del venditore). Questa documentazione può essere sia cartacea che virtuale/paperless (nel contratto, questo dettaglio, sennò si agisce in base alle usanze; la versione digitale di solito è più facile e rapida da spedire. Formati come il PDF rendono il documento difficile da falsificare). Se non si esporta all'estero, la documentazione relativa al solo export e import non serve. In generale, questi tipi di documenti da produrre spettano a priori al venditore, che si accolla sempre i costi di produzione di tale documentazione laddove presente (e.g., a seguito di ispezioni).
Questo termine non prevede nessun tipo di assicurazione obbligatoria, ma il compratore può assicurare la merce lungo tutto il percorso (sceglie lui che valore assicurare e che livello di copertura scegliere in base ai rischi, costi e proprie possibilità economiche). Siccome il compratore controlla tutto il trasporto, si può dire che ha l'intero controllo logistico, tale per cui si accolla tutti i rischi (specialmente se non assicura la merce) ma ha il potere di organizzare l'intera tratta (al punto tale che il compratore può richiedere l'intero controllo logistico).

## Vecchie edizioni

### Incoterms 2000
Questa resa, comunemente tradotta in lingua italiana come franco fabbrica è l'unica del primo gruppo, denominato E, derivato dal termine "ex", "partenza". La notazione EXW, che deve essere completata dall'indicazione specifica di una località, è quella che vincola il venditore semplicemente a preparare dei beni nei suoi locali (fabbrica, magazzino ecc.) alla data concordata, provvedendo unicamente alla fornitura della documentazione adatta per l'esportazione dalla nazione di origine.
L'acquirente, da parte sua, dovrà provvedere all'operazione doganale di esportazione (nel caso fosse impossibilitato a farlo la resa dovrà essere modificata in FCA), organizzerà il trasporto e ne pagherà tutti i costi, prendendone anche tutti i rischi fino alla destinazione finale.
La resa simmetrica di "Ex Works" è la Delivered Duty Paid.

### Incoterms 2010
In occasione della presentazione dell'Incoterms versione 2010 non è stata introdotta alcuna modifica per questa specifica resa che resta utilizzabile indipendentemente dal tipo di trasporto scelto, che sia esso terrestre, marittimo o aereo.

## Schema dei costi a carico di chi vende
| Assicurazione | Carico merce | Dogana export | Trasporto sino all'acquirente | Dogana import | Tasse importazione |
| ------------- | ------------ | ------------- | ----------------------------- | ------------- | ------------------ |
| NO            | NO           | NO            | NO                            | NO            | NO                 |